# Ajuda militar
L'Assistència Militar, és l'ajuda que es fa servir per ajudar a un país o al seu poble en els seus esforços de defensa, o per ajudar a un país pobre a mantenir el control sobre el seu propi territori. Molts països reben ajuda militar per ajudar en els esforços de contrainsurgencia. L'ajuda militar pot donar-se a una rebel·lió per ajudar a lluitar contra un altre país. Aquesta ajuda pot concedir-se en forma de diners perquè els militars estrangers comprin armes i equip del país donant.

## Disseny i implementació
El disseny i l'execució de l'ajuda militar és molt contextual i es basa en les circumstàncies a les quals es dirigeix. L'ajuda militar sovint es combina amb l'ajuda al desenvolupament com a part d'objectius d'ajuda estratègics més amplis. Mentre que l'ajuda al desenvolupament busca canviar les condicions recolzant a les institucions naixents, l'educació o el creixement, l'ajuda militar se centra en la demanda de seguretat física. Per exemple, AFRICOM, el comandament militar regional dels Estats Units a Àfrica, cerca complir objectius de seguretat com l'estabilitat i la lluita contra el terrorisme, però també la democràcia i el creixement econòmic. A aquest efecte, AFRICOM proporciona ajuda militar en forma de suport als vehicles aeris no tripulats i els equips per a les forces armades locals, però també ajuda al desenvolupament destinada a augmentar l'educació de la comunitat i els salaris locals. Iniciatives similars són implementades per l'ONU per incorporar l'assistència militar i l'ajuda al desenvolupament als seus programes de manteniment de la pau, amb la finalitat de "donar suport al restabliment i la millora dels serveis essencials i ajudar a abordar les causes profundes dels conflictes".
L'ajuda militar s'utilitza sovint en els casos en què l'ajuda al desenvolupament o altres formes de flux de caixa resulten inadequades. Les situacions d'alta pobresa poden impedir la possibilitat d'elevar el nivell de vida a través de la transferència de diners, a causa que les nacions receptores manquen de la infraestructura i l'acció política necessàries per convertir l'ajuda en benestar. Les nacions pobres sovint estan atrapades en un "parany de conflicte" de guerra civil, saqueig, clientelisme i cops d'estat. En ambients insegurs, els diners pot ser desviat per a corrupció, saqueig, capturat pels senyors de la guerra locals, o simplement ser ineficaç. Per exemple, l'ajuda humanitària després del conflicte ruandés va ser capturada per genocides hutus i utilitzada per continuar la seva insurrecció. En aquestes situacions, l'ajuda militar és útil per crear un entorn en el qual l'ajuda pugui transportar-se i dispersar-se eficaçment.
S'argumenta que l'ajuda militar juntament amb l'ajuda al desenvolupament tenen més poder per crear estabilitat que qualsevol d'elles per si soles. Això es deu al fet que un enfocament dual permet a les agències d'ajuda utilitzar una gamma més àmplia d'eines per empènyer als actors locals a mantenir la pau. El Banc Mundial escriu que l'acció combinada podria reduir la probabilitat d'inici d'una guerra civil en un 50 %. Això ha estat recolzat per les teories que el conflicte i la pobresa estan interrelacionats; la idea que la inestabilitat sorgeix de condicions d'alta pobresa, etc.

## Inconvenients
L'ajuda militar és objecte de controvèrsia al voltant de l'ajuda dirigida a règims repressius o en transició, on la seva eficàcia no està tan clara. Quan l'ajuda militar no és adequada, pot alimentar la repressió o la inestabilitat en donar a les parts bel·ligerants més recursos per lluitar o donar suport als governs antiliberales. Els enviaments d'armes, suport aeri o entrenament poden fer que un govern en funcions sigui més capaç de reprimir la dissidència. Més concretament, l'ajuda militar s'ha vinculat a l'augment de les execucions extrajudicials. Els governs que reben grans nivells de patrocini extern poden estar facultats per prendre mesures enèrgiques contra la població civil dissident i perdre incentius per a la reforma. Dube i Naidu analitzen l'efecte de l'ajuda militar a Colòmbia durant la guerra contra les drogues, i escriuen que: "L'ajuda resulta en més homicidis de paramilitars, l'ajuda militar estrangera pot enfortir als actors armats no estatals, soscavant les institucions polítiques nacionals". Dube i Naidu conclouen que l'efecte general de l'ajuda militar és augmentar la força estatal del receptor, però que això també pot incloure l'apoderament de les operacions paramilitars vinculades a l'Estat. Si bé la força de l'Estat pot estar d'acord amb els objectius de la política exterior del donant, l'apoderament dels grups paramilitars pot augmentar les violacions dels drets humans. Els grups a Colòmbia estan armats i patrocinats pel govern, però manquen dels mateixos controls i càstigs per mala conducta que estan presents en les forces governamentals. Com a resultat, els grups paramilitars tenen taxes significativament més altes documentades d'abusos als drets humans, incloent tortura i execucions extrajudicials. Els Estats Units d'Amèrica donaran a Israel 34.000 milions d'euros en armament en els propers 10 anys. La visita del President dels Estats Units Donald Trump a Israel es produeix 8 mesos després de la signatura del memoràndum d'assistència militar que situa a l'estat jueu en el primer lloc entre els països que reben ajuda armamentística del govern de Washington.